# Grabmal Alexander Schoeller

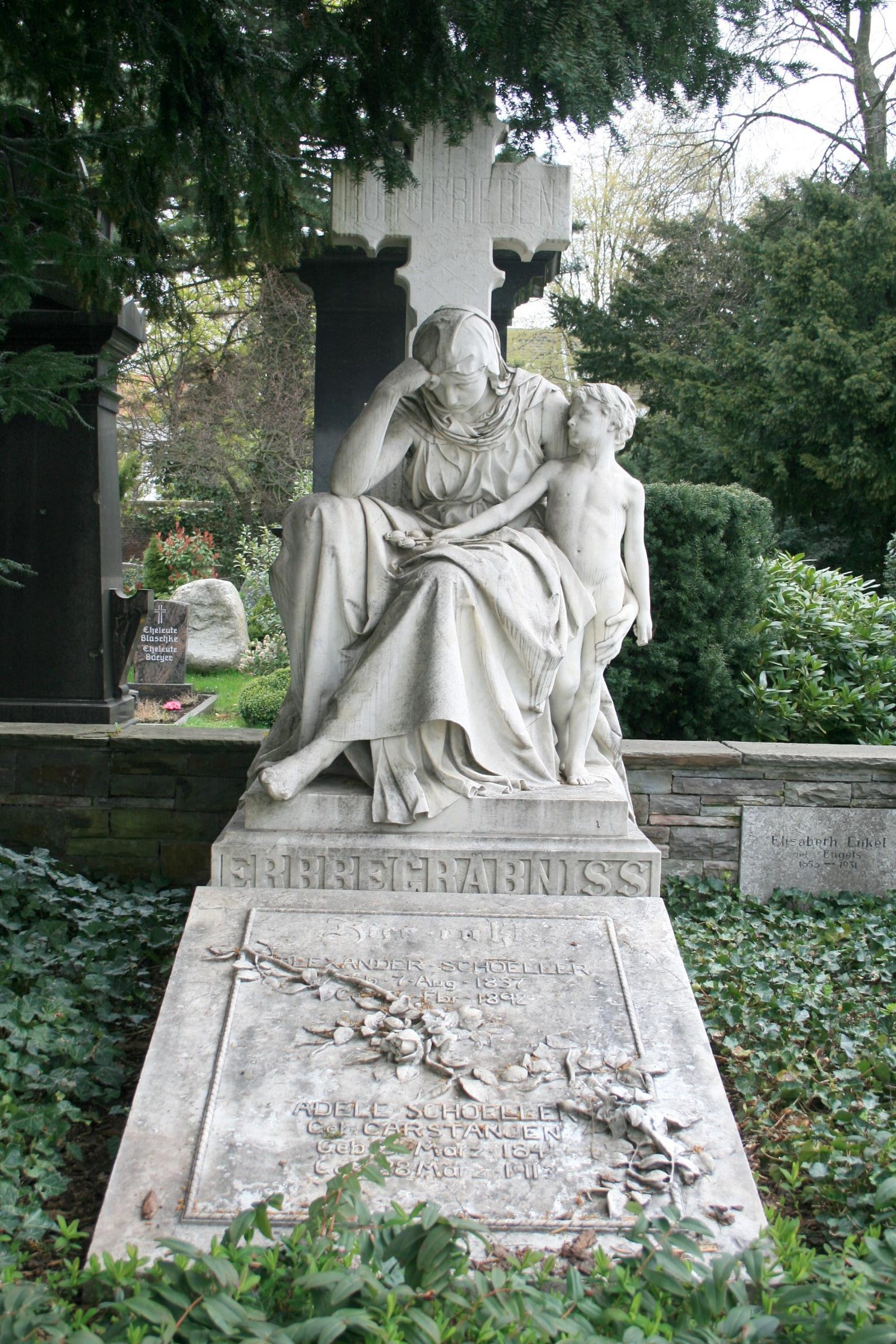
Das Grabmal

Das Grabmal Alexander Schoeller befindet sich in Düren in Nordrhein-Westfalen. 
Die Grabstätte liegt auf dem evangelischen Friedhof in der Kölnstraße.
Das Grabmal des 1892 verstorbenen Alexander Schoeller wurde vom Bildhauer Joseph Uphues aus Marmor geschaffen. Das Figurenensemble stellt einen vor einem Grabkreuz sitzenden weiblichen Trauergenius dar, seitlich daneben eine nackte Knabengestalt mit dem Attribut der Mohnkapseln.
Das Bauwerk ist unter Nr. 1/055e in die Denkmalliste der Stadt Düren eingetragen.